# Plaža Heunde
Plaža Heunde (korejsko 해운대해수욕장) je mestna plaža v Pusanu v Južni Koreji, ki je v istoimenskem okrožju Heunde.
Je ena najbolj priljubljenih turističnih znamenitosti Pusana in ena najbolj priljubljenih plaž v Južni Koreji. Odprta je vse leto in gosti različne dogodke, vključno s festivalom peska Heunde in mednarodnim filmskim festivalom v Pusanu.

## Opis
Plaža Heunde velja za eno najbolj znanih plaž v Koreji, ki vsako sezono privabi več kot 10 milijonov obiskovalcev. Sprejme lahko približno 120.000 ljudi.
Peščeni del plaže je dolg 1,46 kilometra in širok 40 m. Ima parkirišče, ki je dostopno za invalide. Povprečna globina je 1 m.
Leta 2008 je plaža postavila Guinnessovo knjigo rekordov za največ senčnikov na plaži: 7937.

## Dogodki
Skozi vse leto se tam odvijajo različni festivali. Od leta 1988 vsako leto januarja poteka Festival polarnega medveda (북극곰 축제). Med dogodkom se več tisoč ljudi okopa v skoraj ledeni vodi plaže. Prireja se tudi festival peska Heunde, edini eko festival v Koreji, povezan s peskom, med katerim so predstavljena umetniška dela iz peska in so na voljo aktivnosti za obiskovalce. Heunde gosti tudi mednarodni filmski festival v Pusanu, leta 2009 pa je bil posnet tudi v filmu o katastrofi Tidal Wave. Na plaži so potekali tudi e-športni dogodki za igre, kot je StarCraft. Na plaži so potekali koncerti, vključno z nekaterimi s plavajočimi odri.

## Okolica
V bližini plaže je veliko znamenitosti. Na zahodnem koncu plaže je nekdanji otok Dongbeksom, ki je zdaj del celine. Že dolgo slovi po svoji lepoti. V bližini so tudi vroči vrelci Heunde, otoki Orjukdo, turistična cesta Dalmadži-gil, park APEC Naru, akvarij Sea Life Pusan in široka paleta prostočasnih in nočnih dejavnosti.

## Zgodovina
Plaža je bila prvotno ribolovno območje za ljudi na tem območju. Konec 19. stoletja se je začela bolj uporabljati kot prostor za prosti čas. Med japonskim kolonialnim obdobjem med letoma 1910 in 1945 so japonski naseljenci svoje otroke učili plavati na plaži. Med korejsko vojno med letoma 1950 in 1953 je bila na plaži nameščena ameriška vojska, ki jo je pripravljala za izkrcanje ladij. Ameriški vojaki so jo uporabljali tudi za rekreacijo.
Plaža se je prvič odprla leta 1965 in je bila takrat največja plaža v državi. Leta 1994 je bila razglašena za posebno turistično območje, takrat pa so bili v večjem številu zgrajeni različni objekti za prosti čas. Plaža je bila sčasoma podvržena eroziji; površina peščenega dela se je od leta 1947 do 2004 zmanjšala za 54 %. Lokalna oblast je sprejela različne ukrepe za boj proti temu. Namestila je podvodne valobrane in vsako leto na plažo dodaja pesek.

## Galerija
- Plaža leta 1973
- Plaža ponoči (2019)
- Westin Čosun na zahodnem koncu plaže (2020)
- Obrnjeno proti vzhodu, proti LCT The Sharp (2021)
- Festival peska Heunde